# Версет
Версе́т (итал. versetto, vers; фр. verset; исп. versillo, versiculo, verso; австр. Versettl; англ. vers, verset, букв. небольшой стих, стишок) – небольшая пьеса для органа, обычно полифонического склада. Время расцвета жанра — эпоха Возрождения и эпоха барокко. Версеты были характерны для католической традиции, а также немецкой и английской протестантской богослужебной практики.

## Исторический очерк
Версеты появились в католическом богослужении из практики альтернативного исполнения псалмов и (псалмоподобных) песней библейских (Benedictus, магнификат), а также строфических форм (гимнов, секвенций, больших марианских антифонов <таких как Salve Regina>, частей ординария мессы <особенно Kyrie>) григорианского хорала. Из отдельных версетов к ординарию мессы сформировались большие по масштабу циклы пьес, позднее получившие название органной мессы.
Замена отдельных стихов музицированием на органе в католическом богослужении уже существовала в первой трети XVI века, о чём свидетельствуют первые образцы письменно зафиксированных и дошедших до нас версетов. В 1530 г. П. Аттеньян опубликовал сборник органных сочинений «Magnificat sur les huit tons avec Te Deum laudamus et deux Preludes» («Магнификат на восемь тонов с Te Deum laudamus и двумя прелюдиями»), в котором содержатся версеты. Многочисленные органные версеты проприя, ординария, псалмовых тонов, созданные А. де Кабесоном, находятся в табулатуре «Obras de música para tecla, arpa y vihuela» («Музыкальные сочинения для клавишных, арфы и виуэлы», 1578), опубликованной после смерти композитора его сыном. В 1580 г. в Неаполе был издан сборник версетов А. Валенте – «Versi spirituali sopra tutti le note, con diversi canoni spartiti per sonar ne gli organi, messe, vespere, et altri officii divini» («Духовные стихи на все тоны с различными канонами, [издание] в партитуре для исполнения на органе во время мессы, вечерни и других служб оффиция»). Уже на этом этапе развития жанра композиторы допускают много вариантов применения версетов, что следует из названия сборника Валенте, а также различные возможности тембрового воплощения, что отражено в наименовании публикации Кабесона.
Версеты, как правило, сочинялись циклами, поскольку композиторы обычно писали некоторое количество версетов в каждом церковном тоне. Общие для всех органных пьес такого рода и одновременно жанрово определяющие черты – звучание во время богослужения, замещение стиха песнопения, небольшие размеры. Кроме того, версеты эпохи Возрождения сохраняли прочную связь с хоралом, поскольку представляли собой альтернатим-обработки хоральных строф.
В эпоху барокко существовали две разновидности версета: версет на интонационном материале хорала (один из многочисленных характерных для этого времени видов хоральной обработки) и свободный от хорала. В этот период сформировались национальные традиции жанра: итальянская, австрийская, немецкая, французская, английская. В итальянском и австрийском версете типичной стала чрезвычайно короткая «версетная фуга» (ограничивается экспозиционным проведением темы во всех голосах и заключительной каденцией). Возможно, отсюда и замечание В. Апеля про обычный для версета «фугированный стиль» [Apel, с. 898].Типичные для своего времени образцы версетных фуг содержатся в католическом богослужебном сборнике эпохи барокко – «Вильнюсской табулатуре» (1626–27)[уточнить].
Этот композиционный тип характерен для магнификатов итальянца Джироламо Фрескобальди и большинства версетов его соотечественника Дж. Б. Мартини, австрийских мастеров А. Польетти, И. К. Керля и Г. Т. Муффата, английского композитора Т. Томкинса. Количество нотных примеров и их обширная география дает основание полагать, что версетная фуга была, видимо, генеральной линией развития барочного версета.
Параллельно с версетной фугой существовали и иные жанровые типы – версеты прелюдийного и танцевального характера. Версет «быстро реагировал» на новые стилевые явления в музыкальном искусстве и временами кардинально менял свой музыкальный облик.
Ко времени Пахельбеля и Баха версеты на псалмовый тон магнификата выросли до масштаба концертной композиции в изысканной полифонической технике, нередко — в форме фантазии или токкаты. Однако в рамках католической церковной традиции эталоном оставался версет небольшого масштаба.
Среди авторов версетов известные композиторы и органисты — Адриано Банкьери, Николя де Гриньи, Джованни Мария Трабачи, Жан Титлуз, а также все авторы органных месс (например, Джироламо Фрескобальди).

### Версет в XVIII — XIX веках
История жанра версета не ограничивается временными рамками Ренессанса и барокко: в эпоху классицизма и романтизма он получил новое интонационное наполнение. Так, в классицистских примерах жанра Г. Сборджи (Sborgi) очевидна опора на классическую тональность, а в характере и строении тем версетов Б. дель Бьянко (Bianko, 1820 – ок. 1850) нередко прослеживается сходство с темами главных партий сонат. У романтиков версеты воспринимают черты таких жанров, как ноктюрн, этюд и др. Примеры романтических виртуозных версетов с обязательным обозначением регистров содержатся в сборнике Дж. Перози (Perosi) «Versetti brillanti e fugati per organo» («Блестящие и фугированные версеты для органа», Милан, около 1870).
Барочная традиция создания версетных фуг также прослеживается в XVIII веке, например, в творчестве В. А. Моцарта[уточнить] и И. Г. Альбрехтсбергера.
Несмотря на то, что папа Пий X в motu proprio 1903 года «Tra le Sollecitudini» запретил вставки органной музыки внутрь строфических богослужебных песней и псалмов, они продолжали пользоваться популярностью в отдельных католических церквах Франции.